# FC 수두로이
FC 수두로이(FC Suðuroy)는 2010년 1월 1일에 창단된 페로 제도 바구르의 축구 클럽으로, 현재 페로 제도 프리미어리그에서 활동하고 있다.
이 팀은 VB 바구르(VB Vágur, 1905년 창단)와 SI 숨바(SÍ Sumba, 1949년 창단)를 합병해서 창단된 팀이다.